# Достопримечательности Великого Новгорода

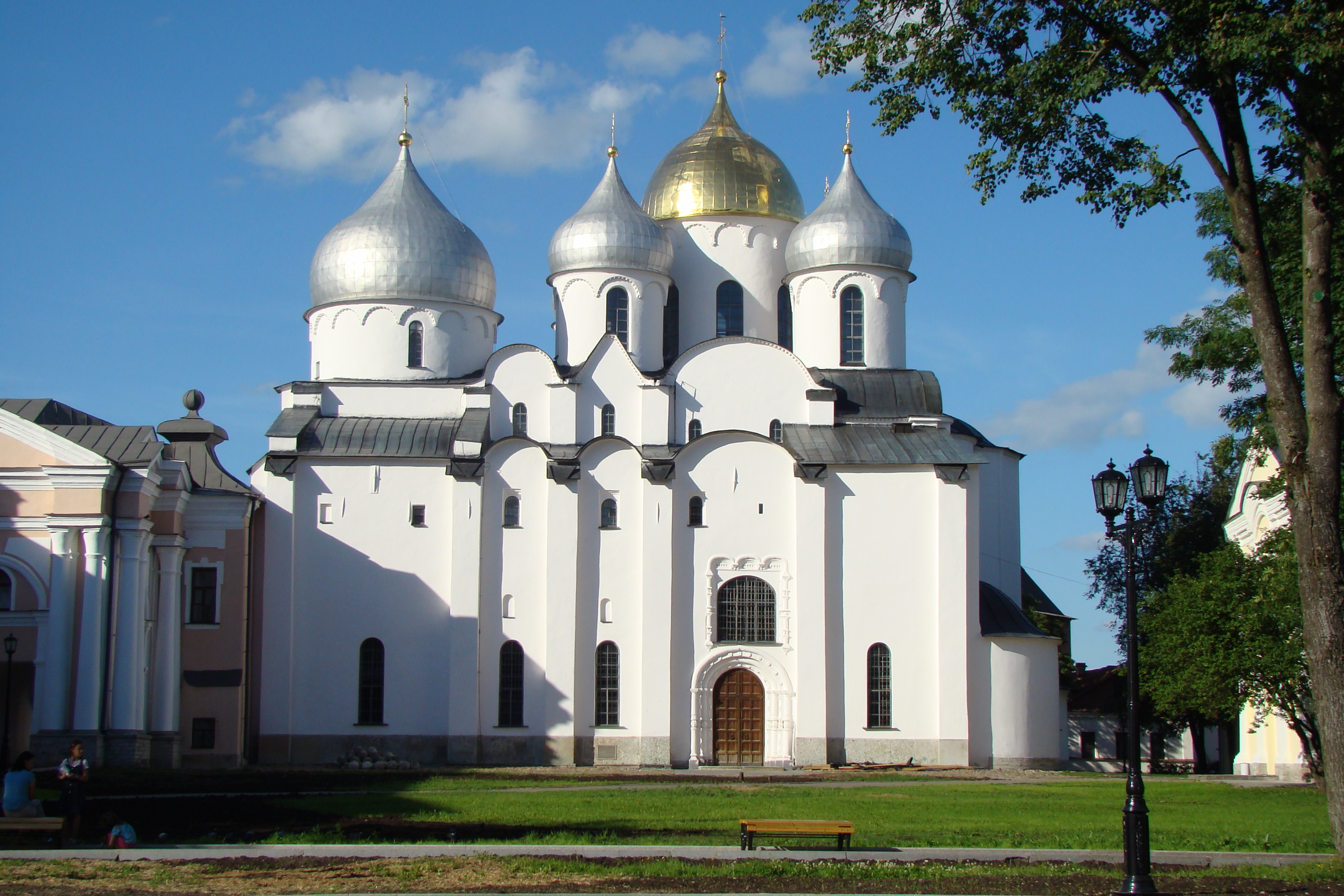
Софийский собор

Список достопримеча́тельностей Великого Новгорода составлен на основе данных о достопримечательностях и музеях Центра развития туризма «Красная Изба» и пообъектного перечня объектов культурного наследия, расположенных на территории Великого Новгорода Комитета культуры Новгородской области.

## Объекты Всемирного наследия ЮНЕСКО
| Изображение | Название                                        | Местоположение                                                           | Время создания | Год внесения в список | №   | Критерии   |
| ----------- | ----------------------------------------------- | ------------------------------------------------------------------------ | -------------- | --------------------- | --- | ---------- |
|             | Исторические памятники Новгорода и окрестностей | Город: Новгород Область: Новгородская Федеральный округ: Северо-Западный | XI—XVII века   | 1992                  | 604 | ii, iv, vi |

## Монастыри
| Изображение | Название               | Код памятника                   | Категория охраны |
| ----------- | ---------------------- | ------------------------------- | ---------------- |
|             | Хутынский монастырь    | 5310115000 (недоступная ссылка) | Ф-1327           |
|             | Десятинный монастырь   | 5310020000                      | M-21             |
|             | Деревяницкий монастырь | 5310019000                      | Ф-1327           |
|             | Духов монастырь        | 5302281000 (недоступная ссылка) | Ф-1327           |

## Культовые здания и сооружения
| Изображение                 | Название                             | Код памятника                   | Категория охраны            |
| Православные храмы и церкви | Православные храмы и церкви          | Православные храмы и церкви     | Православные храмы и церкви |
| --------------------------- | ------------------------------------ | ------------------------------- | --------------------------- |
|                             | Церковь Спаса на Ковалёве            | 5310100000                      | Ф-1327                      |
|                             | Церковь преподобного Никиты Мученика | 5310011001 (недоступная ссылка) | Ф-1327                      |
|                             | Церковь Николы Кочанова              | 5310159000 (недоступная ссылка) | М-104                       |
| Католические храмы          |                                      |                                 |                             |
|                             | Храм Святых Апостолов Петра и Павла  |                                 |                             |

## Музеи и научно-просветительские учреждения
| Изображение | Название                                                     | Код памятника                   | Категория охраны |
| ----------- | ------------------------------------------------------------ | ------------------------------- | ---------------- |
|             | Главное здание Новгородского музея-заповедника               | 5310033029 (недоступная ссылка) | Ф-1327           |
|             | Витославлицы                                                 | 5310015000                      | Ф-176            |
|             | Музей изобразительных искусств (Здание Дворянского собрания) | 5300074000 (недоступная ссылка) |                  |

## Сооружения, общественные и жилые здания
| Изображение              | Название                                             | Код памятника                   | Категория охраны         |
| Постройки XVIII—XIX века | Постройки XVIII—XIX века                             | Постройки XVIII—XIX века        | Постройки XVIII—XIX века |
| ------------------------ | ---------------------------------------------------- | ------------------------------- | ------------------------ |
|                          | Путевой дворец                                       | 5300052000 (недоступная ссылка) | Р-1327                   |
|                          | Дом В. Э. Берга                                      | 531410133110005                 |                          |
|                          | Архиерейская мыза                                    | 5302372000 (недоступная ссылка) | М-21                     |
|                          | Кордегардия у Петербургской заставы                  | 5310012000                      |                          |
|                          | Комплекс построек мёдопивоваренного завода «Богемия» | 5310161000 (недоступная ссылка) | Р-104                    |
| Постройки XX века        |                                                      |                                 |                          |
|                          | Комплекс железнодорожного вокзала                    | 5302362000 (недоступная ссылка) | Р-104                    |